# 산가요록
산가요록(山家要錄)은 조선왕조 전기인 1459년 경에 어의 전순의가 지은 요리책이자 농업책으로, 현존하는 요리책 중에서 가장 오래되었다. "농촌에 필요한 기록"이라는 뜻을 지니며, 한문의 필사본이다. 이 책은 탁청공 김유의 수운잡방보다 약 80년이 앞서며, 술, 밥, 죽, 국, 떡, 과자, 두부 요리 등 229가지의 조리법을 수록하고 있다. 전순의는 세종, 문종, 세조의 세 임금의 어의로 지냈으며, 의식동원을 중요시 여겨, 한국 최초의 식이요법책인 식료찬요(食療纂要)도 편찬하였다.
산가요록은 38가지의 김치와 술빚기만 해도 63가지에 이르며, 또한 생선, 양, 돼지껍질, 도라지, 죽순, 꿩, 원미를 재료로 한 식해도 7가지 종류가 수록하였다. 이 책은 15세기의 식생활을 알 수 있는 중요한 자료로 평가될 뿐만 아니라, 수록된 온실 설계법은 서양의 온실보다 170년이 앞선 것으로 보인다.

## 같이 보기
- 의방유취
- 식료찬요
- 수운잡방
- 온실
- 어의
- 산림경제

## 참고자료
- 김영희 기자 (2001년 11월 23일). “전순의 ‘산가요록’에 기록된 온실설계”. 한겨레. 2012년 3월 25일에 원본 문서에서 보존된 문서. 2007년 11월 22일에 확인함.
- 농촌진흥청 농업과학기술원 농촌환경자원과 유명님 (2005년 1월 13일). “「산가요록(山家要錄)」발간”. 농업진흥청, 농업뉴스. 2007년 7월 11일에 원본 문서에서 보존된 문서. 2007년 11월 22일에 확인함.
- 이종호(과학저술가) (2004년 1월 6일). “과학으로 푸는 우리유산]우리나라가 제일 먼저 온실 개발”. 한양대학교 인류문화과. 2007년 11월 22일에 확인함.[깨진 링크(과거 내용 찾기)]